# Unie van Sociaal-Revolutionaire Maximalisten
De Unie van Sociaal-Revolutionaire Maximalisten (Russisch: Союз социалистов-революционеров-максималистов) was een socialistische partij in het Russische Keizerrijk dat in 1906 is opgericht door mensen die geroyeerd waren uit de Sociaal-Revolutionaire Partij. De Unie participeerde in de Russische Revolutie.

## Ideologie
De sociaal-revolutionaire maximalisten streden voor de directe invoering van het sociaal-revolutionaire maximumprogramma: de overdracht van de zeggenschap over land en fabrieken aan de boeren en arbeiders die daar werkten. De maximalisten verwierpen de twee-stadia-theorie van de Sociaal-Revolutionaire Partij (SRP) verwoord door Viktor Tsjernov. Volgens deze theorie moet de samenleving eerst een fase doormaken waarbij de overheid democratische regeert wordt. De verwezenlijking van de democratie was onderdeel van het minimumprogramma van de SRP. Na deze fase zou de socialistische fase aanbreken, waarbij het sociaal-revolutionaire maximumprogramma zou worden verwezenlijkt, waarbij het land verdeeld zou worden aan de boeren. De maximalisten verwierpen deze theorie en tactiek en wilden direct het maximumprogramma doorvoeren.
De maximalisten werden soms vergeleken met anarchisten, maar dat is niet correct. De maximalisten waren niet tegen de staat. De maximalisten waren voorstanders van de invoering van een revolutionaire dictatuur zoals Louis Auguste Blanqui en het blanquisme.

## Geschiedenis
De SRP nam afstand van terroristische aanvallen en overvallen in 1908. Voor 1908 steunde de SRP politieke terreur dat wil zeggen aanvallen op staatsfunctionarissen. De maximalisten gingen door met politieke terreur en deden ook aan economische terreur, dat wil zeggen aanvallen op fabriekseigenaren, bankieren en grootgrondbezitters. De SRP was altijd tegen economische terreur geweest, omdat ze het zagen als lynchpartijen.
In 1917 werden de maximalisten gekozen in een aantal sovjets. Na de Oktoberrevolutie sloten veel maximalisten zich aan bij de Linkse Sociaal-Revolutionaire Partij, terwijl anderen zich aansloten bij de bolsjewieken. De overgebleven maximalisten verzetten zich tegen de bolsjewieken, waarbij maximalisten deelnamen aan opstanden, zoals de Opstand van Kronstadt.